# Agalychnis saltator
Agalychnis saltator är en groddjursart som beskrevs av Taylor 1955. Agalychnis saltator ingår i släktet Agalychnis och familjen lövgrodor. IUCN kategoriserar arten globalt som livskraftig. Inga underarter finns listade i Catalogue of Life.

## Bildgalleri